# Lista planetelor minore: 268001–269000
Aceasta este lista planetelor minore cu numerele 268001–269000.

## 268001–268100
| Denumire | Denumire provizorie | Data descoperirii | Locul descoperirii | Descoperitor(i) |
| -------- | ------------------- | ----------------- | ------------------ | --------------- |
| 268001 – | 2004 JQ14           | 9 mai 2004        | Kitt Peak          | Spacewatch      |
| 268002 – | 2004 JY15           | 10 mai 2004       | Palomar            | NEAT            |
| 268004 – | 2004 JH24           | 15 mai 2004       | Socorro            | LINEAR          |
| 268005 – | 2004 JT28           | 13 mai 2004       | Anderson Mesa      | LONEOS          |
| 268010 – | 2004 KH4            | 16 mai 2004       | Siding Spring      | SSS             |
| 268013 – | 2004 MF7            | 24 iunie 2004     | Campo Imperatore   | CINEOS          |
| 268048 – | 2004 QZ21           | 26 august 2004    | Catalina           | CSS             |
| 268049 – | 2004 QK24           | 26 august 2004    | Goodricke-Pigott   | R. A. Tucker    |
| 268052 – | 2004 RH             | 2 septembrie 2004 | Kleť               | Kleť            |
| 268095 – | 2004 RJ257          | 9 septembrie 2004 | Apache Point       | Apache Point    |

## 268101–268200
| Denumire               | Denumire provizorie | Data descoperirii  | Locul descoperirii | Descoperitor(i)                 |
| ---------------------- | ------------------- | ------------------ | ------------------ | ------------------------------- |
| 268112 –               | 2004 SW61           | 17 septembrie 2004 | Bergisch Gladbach  | W. Bickel                       |
| 268115 Williamalbrecht | 2004 TK9            | 7 octombrie 2004   | Sonoita            | W. R. Cooney Jr., J. Gross      |
| 268117 –               | 2004 TW13           | 4 octombrie 2004   | Apache Point       | J. C. Barentine, G. A. Esquerdo |
| 268163 –               | 2004 VB1            | 4 noiembrie 2004   | Desert Eagle       | W. K. Y. Yeung                  |
| 268189 –               | 2004 YP22           | 18 decembrie 2004  | Mount Lemmon       | Mount Lemmon Survey             |

## 268201–268300
| Denumire      | Denumire provizorie | Data descoperirii | Locul descoperirii | Descoperitor(i) |
| ------------- | ------------------- | ----------------- | ------------------ | --------------- |
| 268227 –      | 2005 ED30           | 4 martie 2005     | Gnosca             | S. Sposetti     |
| 268242 Pebble | 2005 JW1            | 4 mai 2005        | Haleakala          | J. Bedient      |
| 268257 –      | 2005 NA21           | 6 iulie 2005      | Reedy Creek        | J. Broughton    |
| 268260 –      | 2005 NJ49           | 10 iulie 2005     | Jarnac             | Jarnac          |
| 268278 –      | 2005 PX23           | 8 august 2005     | Cerro Tololo       | M. W. Buie      |
| 268298 –      | 2005 QW88           | 30 august 2005    | Saint-Véran        | Saint-Véran     |

## 268301–268400
| Denumire | Denumire provizorie | Data descoperirii | Locul descoperirii | Descoperitor(i) |
| -------- | ------------------- | ----------------- | ------------------ | --------------- |
| 268322 – | 2005 RR45           | 9 septembrie 2005 | Apache Point       | A. C. Becker    |

## 268401–268500
| Denumire | Denumire provizorie | Data descoperirii | Locul descoperirii | Descoperitor(i) |
| -------- | ------------------- | ----------------- | ------------------ | --------------- |
| 268427 – | 2005 UJ506          | 24 octombrie 2005 | Mauna Kea          | D. J. Tholen    |
| 268488 – | 2005 YO             | 20 decembrie 2005 | Calvin-Rehoboth    | Calvin College  |

## 268501–268600
| Denumire | Denumire provizorie | Data descoperirii | Locul descoperirii | Descoperitor(i) |
| -------- | ------------------- | ----------------- | ------------------ | --------------- |
| 268552 – | 2006 BG8            | 22 ianuarie 2006  | Junk Bond          | D. Healy        |

## 268601–268700
| Denumire     | Denumire provizorie | Data descoperirii | Locul descoperirii   | Descoperitor(i)      |
| ------------ | ------------------- | ----------------- | -------------------- | -------------------- |
| 268669 Bunun | 2006 FA             | 18 martie 2006    | Lulin Observatory    | T.-C. Yang, Q.-z. Ye |
| 268686 –     | 2006 GW             | 2 aprilie 2006    | Vallemare di Borbona | V. S. Casulli        |

## 268701–268800
| Denumire | Denumire provizorie | Data descoperirii | Locul descoperirii | Descoperitor(i)  |
| -------- | ------------------- | ----------------- | ------------------ | ---------------- |
| 268752 – | 2006 QX110          | 30 august 2006    | La Sagra           | OAM              |
| 268754 – | 2006 QK137          | 31 august 2006    | Marly              | Observatory Naef |
| 268789 – | 2006 TZ94           | 15 octombrie 2006 | San Marcello       | San Marcello     |

## 268801–268800
| Denumire | Denumire provizorie | Data descoperirii | Locul descoperirii | Descoperitor(i)     |
| -------- | ------------------- | ----------------- | ------------------ | ------------------- |
| 268807 – | 2006 VP2            | 3 noiembrie 2006  | Antares            | Antares Observatory |
| 268811 – | 2006 VC21           | 9 noiembrie 2006  | Lulin Observatory  | H.-C. Lin, Q.-z. Ye |
| 268842 – | 2006 WK128          | 26 noiembrie 2006 | 7300 Observatory   | W. K. Y. Yeung      |
| 268847 – | 2006 XZ4            | 12 decembrie 2006 | Great Shefford     | P. Birtwhistle      |
| 268873 – | 2007 AK11           | 14 ianuarie 2007  | Altschwendt        | W. Ries             |
| 268874 – | 2007 AW17           | 14 ianuarie 2007  | Nyukasa            | Nyukasa             |
| 268881 – | 2007 BY2            | 20 ianuarie 2007  | Pla D'Arguines     | R. Ferrando         |

## 268901–269000
| Denumire | Denumire provizorie | Data descoperirii | Locul descoperirii | Descoperitor(i) |
| -------- | ------------------- | ----------------- | ------------------ | --------------- |
| 268960 – | 2007 DV105          | 20 februarie 2007 | Lulin Observatory  | LUSS            |
| 268963 – | 2007 EP11           | 9 martie 2007     | Nashville          | R. Clingan      |